# شیپور خاموشی (فیلم)
شیپور خاموشی (به انگلیسی: Taps) فیلمی محصول سال ۱۹۸۱ و به کارگردانی هارولد بکر است. در این فیلم بازیگرانی همچون جرج سی. اسکات، تیموتی هاتون، رانی کاکس، شان پن، تام کروز، ایوان هندلر، بیلی ون زاندت، جیانکارلو اسپوزیتو، ارل هیندمن و جیمز هندی ایفای نقش کرده‌اند.